# Bataille de North Walsham
Révolte des paysans
Batailles
La bataille de North Walsham a lieu le 25 ou 26 juin 1381, près de la ville de North Walsham dans le comté anglais de Norfolk. Au cours de cet affrontement, un groupe de paysans révoltés est écrasé par l'armée conduite par Henri le Despenser, évêque de Norwich. Cette bataille est renommée car il s'agit du dernier combat livré au cours de la Révolte des paysans en 1381.
Despenser réussit ainsi à anéantir la rébellion qui a éclaté en East Anglie au début de l'été 1381. Son armée est initialement constituée de sa seule suite mais de nombreux soldats se rallient à lui. L'évêque Despenser se déplace en direction de Norwich puis vers North Walsham pour engager les rebelles, conduits par Geoffrey Litstser, surnommé le « Roi des Communes » par ses partisans. À North Walsham, les rebelles subissent un net revers de la part de Despenser. Les chroniqueurs médiévaux diffèrent dans leurs récits de la bataille. Après le combat, Litster est capturé et exécuté sur ordre de Despenser, mais le sort du reste des rebelles demeure encore incertain.

## Contexte

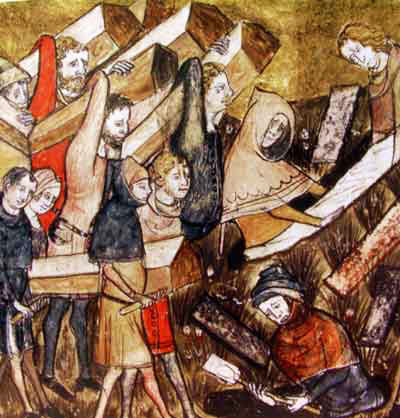
La Peste noire joue un rôle-clé dans le développement du mécontentement qui aboutira plus tard à la Révolte des paysans. Détail d'une miniature des « Chroniques et annales de Gilles le Muisit », abbé de Saint-Martin de Tournai, Bibliothèque royale de Belgique, MS 13076-77, f. 24v.

La Révolte des paysans est une rébellion majeure qui se répand dans toute l'Angleterre médiévale au cours de l'été 1381. Ses causes sont complexes. La chute démographique provoquée par l'arrivée de la Peste noire en 1348 entraîne un manque de main-d'œuvre et, par conséquent, une hausse des salaires. Le Statut des travailleurs, est une loi promulguée en 1351 par Édouard III, afin de rendre les lois du travail et leur application plus précises et plus détaillées, et permettre au gouvernement de contrôler les salaires. Cette loi a pour conséquence de rendre la vie plus difficile pour les paysans, mais plus rentable pour les riches propriétaires fonciers. Le mécontentement se manifeste durablement à cause du comportement des nobles, qui gouvernent depuis 1377 au nom de Richard II, et de la position privilégiée de l'Église : en effet, comme beaucoup de prêtres sont mal éduqués, et que les évêques et les abbés sont eux-mêmes propriétaires terriens, les ecclésiastiques sont généralement détestés par le peuple. La colère du peuple est exacerbée par les prêches de prêtres critiquant l'Église, notamment John Ball, qui réussit à attirer l'attention de nombreux paysans.
La révolte éclate dans l'Essex, à la suite de l'introduction d'une succession de taxes jugées impopulaires par la population anglaise. En 1377, les dépenses de la Guerre de Cent Ans amènent le gouvernement à introduire une taxe de quatre pennies. En 1380, cette taxe triple, mais comme beaucoup refusent de la payer, les revenus chutent. L'imposition d'une troisième taxe en 1381 provoque des troubles dans l'Essex et le Kent, qui s'étendent ensuite dans toute l'Angleterre. Selon l'Anonimalle Chronicle, les « actions diaboliques » des communes d'Essex et de Kent sont causées « en raison des dixièmes et des quinzièmes exceptionnellement sévères et d'autres subventions légèrement concédées par le Parlement et prélevées exagérément sur les pauvres ». Les événements les plus sérieux de la révolte surviennent à Londres entre le 13 et le 15 juin 1381. Les rebelles du Kent et de l'Essex marchent sur la capitale et, une fois autorisés à y pénétrer, réussissent à s'emparer de la Tour de Londres. Le roi Richard II promet d'accepter toutes les demandes des paysans et rencontre les rebelles à l'extérieur de la ville, où le leader de la révolte, Wat Tyler, est tué et la rébellion étouffée dans l'œuf. Une fois vaincus, les rebelles comprennent qu'ils ne peuvent compter sur le soutien du roi. Réfugié à Waltham Abbey, Richard publie une proclamation, dans laquelle il condamne les rebelles et renonce à toutes les promesses qu'il a faites, affirmant qu'elles lui ont été extorquées de force. Il déclare notamment : « Vous êtes toujours des vilains et vous le demeurerez. » et promet que les rebelles seront châtiés. Les rébellions d'Essex, du Kent et de Londres se diffusent dans les autres comtés du royaume. Dans le Norfolk, la rébellion éclate le 14 juin, lorsqu'un groupe de rebelles du Suffolk pénètre dans le comté et se dirige vers The Fens, Norwich et Yarmouth. Dans le reste du comté, des troubles ont lieu, au cours desquels les propriétés et les documents officiels sont détruits et plusieurs membres de l'administration royale exécutés.

## Commandants

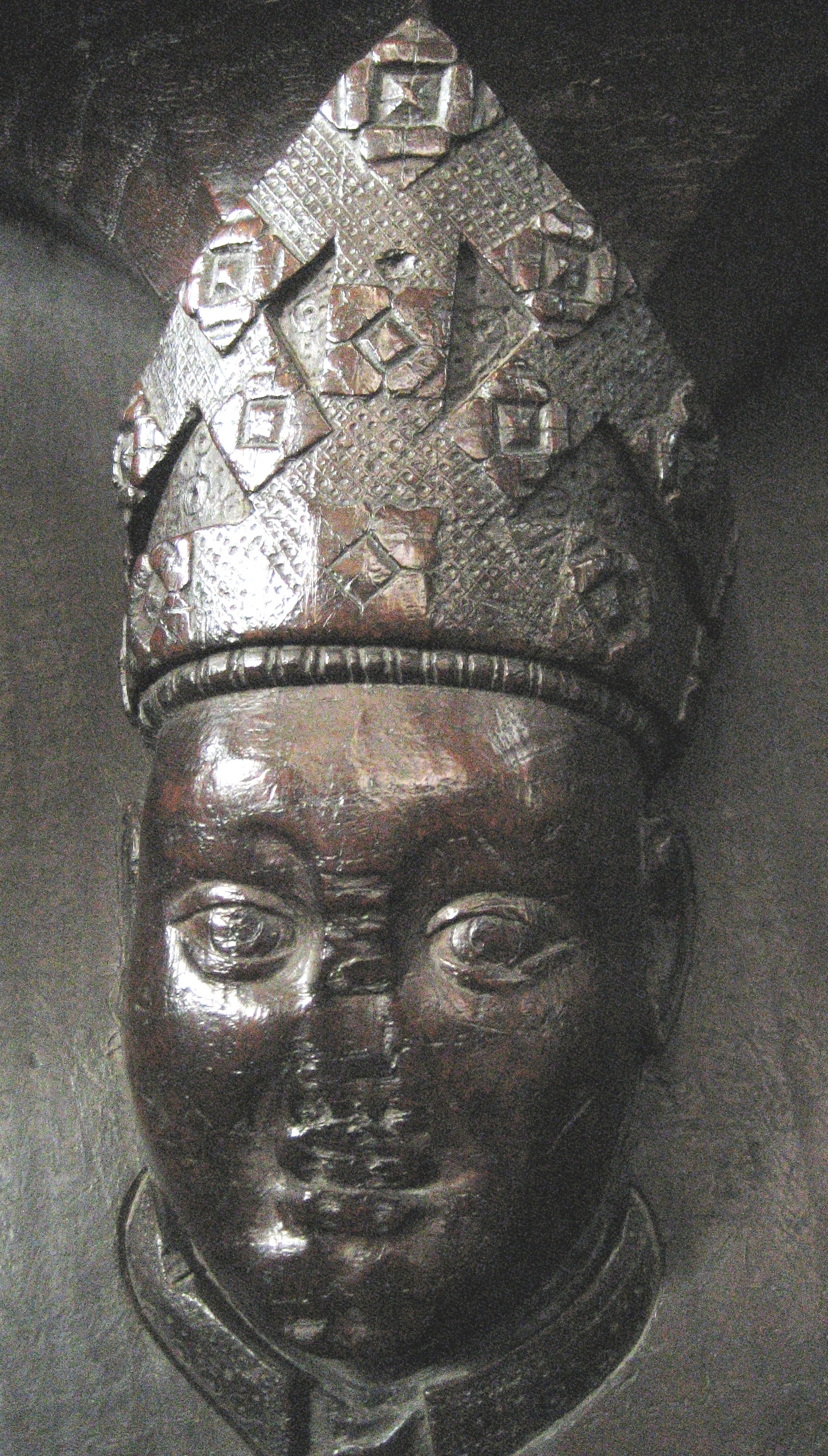
Henri le Despenser, surnommé « L'évêque combattant ».

Henri le Despenser est un noble anglais qui a servi dans sa jeunesse en tant que soldat en Italie et qui est devenu en 1370 évêque de Norwich. Il obtient le surnom de « L'évêque combattant » à la suite du rôle qu'il joue dans la suppression de la révolte paysanne dans le Norfolk. Plus tard, en 1383, il est envoyé par le pape Urbain VI pour mener une croisade en Flandre contre les soutiens de l'antipape Clément VII. À la suite de sa défaite au siège d'Ypres, il doit subir une procédure d'impeachment de la part du Parlement et voit ses terres confisquées. Il les regagne plus tard, et reste en faveur auprès du roi Richard II. En 1399, il s'oppose à Henri IV lorsque ce dernier renverse Richard et est quelque temps emprisonné, avant d'être réconcilié avec le nouveau roi. Despenser meurt dans son diocèse à North Elmham le 23 août 1406.
Les historiens disposent par contre de peu d'informations sur Geoffrey Litster, aussi désigné par les chroniqueurs médiévaux sous les noms de Iohanne Lyttestere ou Jekke Litster. On sait qu'il est teinturier et originaire du village de Felmingham. Il est mentionné pour la première fois en 1379 par les collecteurs de taxes du Norfolk. Étant paysans, Litster et ses hommes ne sont probablement ni entraînés ni équipés lorsqu'ils affrontent l'armée de l'évêque de Norwich. Geoffrey Litster est capturé après le combat et exécuté à North Walsham.

## Campagne précédant la bataille
Pendant l'été 1381, l'insurrection se répand depuis le sud-est de l'Angleterre vers les autres comtés du royaume, dont le diocèse de Norwich, où la rébellion perdure pendant deux semaines. Le 14 juin, un groupe de rebelles atteint Thetford ; de là, la révolte se diffuse dans le sud-ouest du Norfolk vers The Fens. Au même moment, les rebelles conduits par Geoffrey Litster se déplacent dans le nord-est du comté et essaient de gagner la population locale à leur cause. Pendant les jours suivants, les rebelles convergent vers Norwich, King's Lynn et Swaffham. Norwich, qui est alors une des plus grandes villes du royaume, est prise et occupée par Litster et ses partisans, qui endommagent les propriétés et possessions de toute personne perçue comme un ennemi — c'est-à-dire les collecteurs de taxes et les fonctionnaires. Les rebelles de Norwich se rendent ensuite à Yarmouth, où ils détruisent les registres et les possessions des propriétaires fonciers, tandis que d'autres insurgés détruisent les documents de taxes et de justice au nord-est du Norfolk. On dénombre plusieurs incidents de pillage et d'extorsion dans tout le comté.
La Anonimalle Chronicle donne un compte-rendu détaillé des troubles en East Anglie. En apprenant la rébellion, Henri le Despenser réagit promptement : il part de sa résidence de Burley et traverse le Cambridgeshire, le Suffolk et le Norfolk. Son armée est tout d'abord constituée par sa simple suite personnelle, mais est bientôt rejointe par de nombreux chevaliers ou soldats qui n'avaient pas osé se confronter aux rebelles. Selon l'historien Edgar Powell, Henri le Despenser entreprend de régler ce qu'il considère être une affaire personnelle dans son diocèse. Il a déjà participé à l'écrasement des rébellions de Peterborough et des environs, avant d'anéantir le reste des rebelles à Cambridge,. Les autorités sont ensuite alertées de l'appel aux hommes du Norfolk à se joindre à la révolte au nom de Litster. Le 17 juin, les rebelles du nord et de l'est du comté se rassemblent à Mousehold Heath, en dehors de Norwich. Peu après, Robert Salle, qui est sorti de la ville pour parlementer au nom des Communes, est tué. Selon Thomas Walsingham, le chevalier a été tué après avoir « été frappé à la tête par un rustre qui était un de ses propres serfs ». Les rebelles entrent ensuite à Norwich et commettent des ravages : les propriétés sont détruites et les citoyens éminents massacrés. D'autres bâtiments et propriétés ecclésiastiques du comté (notamment à Yarmouth) sont attaquées par les rebelles. Geoffrey Litster se trouve à Thorpe Market le 21 juin. Le lendemain, Despenser atteint Felmingham. En apprenant que les rebelles ne se trouvent pas loin, Despenser marche depuis Felmingham jusqu'à North Walsham Heath, où il surprend Litster et ses hommes.

## Déroulement de la bataille
Il n'y a aucun récit de la bataille laissé par un de ses témoins oculaires. La bataille a lieu le 25 ou 26 juin 1381. Le chroniqueur Thomas Walsingham relate l'engagement féroce à North Walsham Heath, au sud de la ville, au cours de laquelle « l'évêque guerrier » a conduit une attaque couronnée de succès sur la position retranchée des rebelles. Les inquisitions de déshérence de l'époque désignant Litster nomment également le nom des rebelles de North Walsham qui ont été tués, ce qui prouve fortement que les rebelles ont subi une défaite cuisante. D'après Thomas Walsingham, les rebelles sont mis en déroute alors qu'ils tentent de s'enfuir à travers les bois et sont écrasés une fois découverts. Walter Rye, qui écrit au XIXe siècle, cite un habitant local : « Ils disent que beaucoup d'hommes sont enterrés dans ce bocage.» La croyance locale selon laquelle l'église paroissiale de North Walsham a été le théâtre d'un bain de sang après la bataille ne peut pas être justifiée en utilisant des documents historiques. Selon The Book of Illustrious Henries, écrit au XVe siècle par John Capgrave, les combats ont été brefs. Le chroniqueur relate ainsi la déroute des rebelles : « Mais par la bonne gestion de l'évêque et des autres hommes qui s'y étaient rassemblés, tout le peuple se rendit, se réjouissant de pouvoir se retirer en paix. Jack Litster lui-même, sautant par-dessus un mur, se cacha dans un champ de maïs ».
Inévitablement, le « Roi » des rebelles est retrouvé. Walsingham et Capgrave s'accordent pour dire qu'après sa capture, Litster est emmené à North Walsham et y est hanged, drawn and quartered. D'après la chronique de Capgrave, « le traître a été recherché et trouvé, il a été capturé, décapité et, son corps divisé en quatre, il fut envoyé à travers la campagne à Norwich, Yarmouth et Lynn, et à l'emplacement de son manoir, afin que les rebelles et les insurgés contre la paix sachent quel sort leur était réservé. » Walsingham a rédigé un compte-rendu de la miséricorde montrée par l'évêque Despenser à Litster pendant son exécution : « Après avoir entendu sa confession et l'avoir absous en vertu de sa charge, il le suivit à la potence, montrant, bien qu'il l'avait vaincu, un acte de bonté et de piété, car il soutenait sa tête de peur qu'elle ne soit meurtrie par la terre lorsqu'il a été conduit à la pendaison. » La veuve de Litster, Agnès, a été plus tard poursuivie par les autorités et contrainte de régler les dettes de son époux, pour la somme de 33 shillings et 9 pence.

## Commémorations

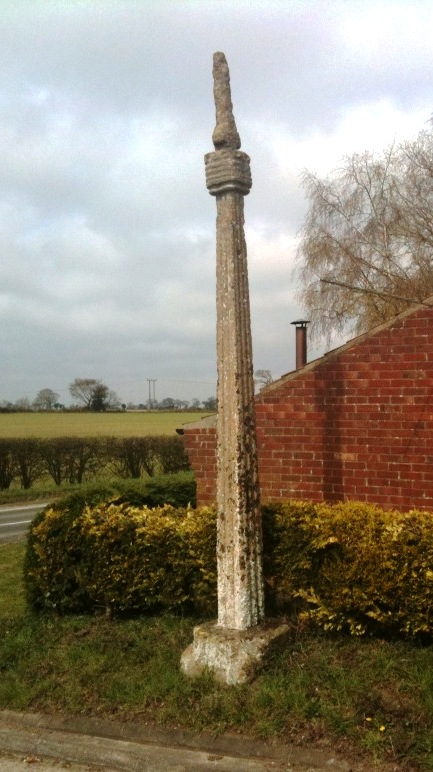
Une des trois croix médiévales près du site de la bataille.

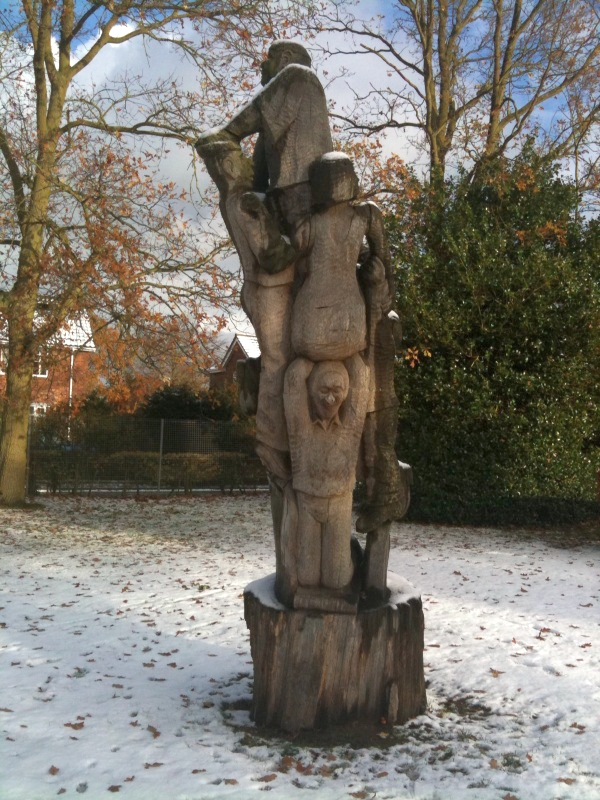
Sculpture moderne à North Walsham qui commémore la Révolte des paysans.

Le site de la bataille est l'un des cinq champs de bataille du Norfolk reconnus par le Norfolk County Council. La bataille est célébrée par trois croix médiévales en pierre : une est située sur un terrain privé ; une autre (désormais une souche) a été relocalisée par le North Walsham Urban District Council en 1932 et peut être observée près de la route non loin des châteaux d'eau de la ville ; la dernière a été déplacée et utilisée pour marquer la limite de la paroisse. Elle est située à Toff’s Loke, en dehors de Norwich Road. Une sculpture du Memorial Park, à North Walsham, sculptée en 1999 par Mark Goldsworthy à partir du tronc d'un arbre de 120 ans, commémore la bataille de 1381. Le panneau de la ville de North Walsham contient une mosaïque représentant la Révolte des paysans.